# Reishiki
Reishiki (jap. 礼式, auch Reigi 礼儀, Reihō 礼法 oder nur Rei 礼) ist die Gesamtheit der Verhaltensregeln in den japanischen Kampfkünsten (Budō).
Welche Rituale und Höflichkeitsregeln mit welcher Strenge zu beachten sind, ist von Dōjō zu Dōjō verschieden,
aber folgende Regeln gelten an den meisten Orten des Weges, unabhängig von der dort geübten Disziplin:
- Verschiedene Formen von Rei werden verlangt.
- Im Dojo werden keine Schuhe getragen.
- Pünktlichkeit.
- Allgemeine Höflichkeit, Demut und Umsicht in Rede und Tat.
- Respekt vor dem Lehrer, den Mitschülern und dem Ort.
- Die Kleidung und Ausrüstung muss sorgsam gepflegt werden.
- Der eigene Körper soll sauber und gepflegt sein.
- Bei Verspätung oder vorzeitigem Trainingsabbruch ist der Lehrer zu unterrichten.
- Während des Unterrichts soll nicht unnötig gesprochen werden.
- Essen, Trinken oder Kaugummi kauen ist im Dōjō nicht gestattet.
- Sei strebsam und engagiert.

Die großen Meister der Kampfkünste haben oft den Aspekt der Höflichkeit betont:
- „Ohne Höflichkeit geht die Essenz des Karate-Dō verloren.“ (Funakoshi Gichin)
- „Karate beginnt mit Respekt und endet mit Respekt.“ (Funakoshi Gichin)